# Verzasca (commune)
Pour les articles homonymes, voir Verzasca (homonymie).
Verzasca est une commune suisse du canton du Tessin, située dans le district de Locarno.
La commune est créée par la fusion de Corippo, de Vogorno, du village de Lavertezzo (ou Lavertezzo Valle) qui constitue la majeure partie de Lavertezzo Valle, de Brione, de la fraction de Gerra Valle, de Frasco et de Sonogno.

## Histoire
À la suite d'un vote organisé le 10 juin 2018 dans sept communes du Val Verzasca, la commune devait être créée officiellement le 5 avril 2020 par la fusion de cinq communes et deux localités de la vallée, à savoir Brione, Corippo, Frasco, Lavertezzo Valle, Sonogno, Vogorno et Gerra Valle. Cependant, la pandémie de Covid-19 a nécessité le report des élections communales et la fusion au 18 octobre 2020.

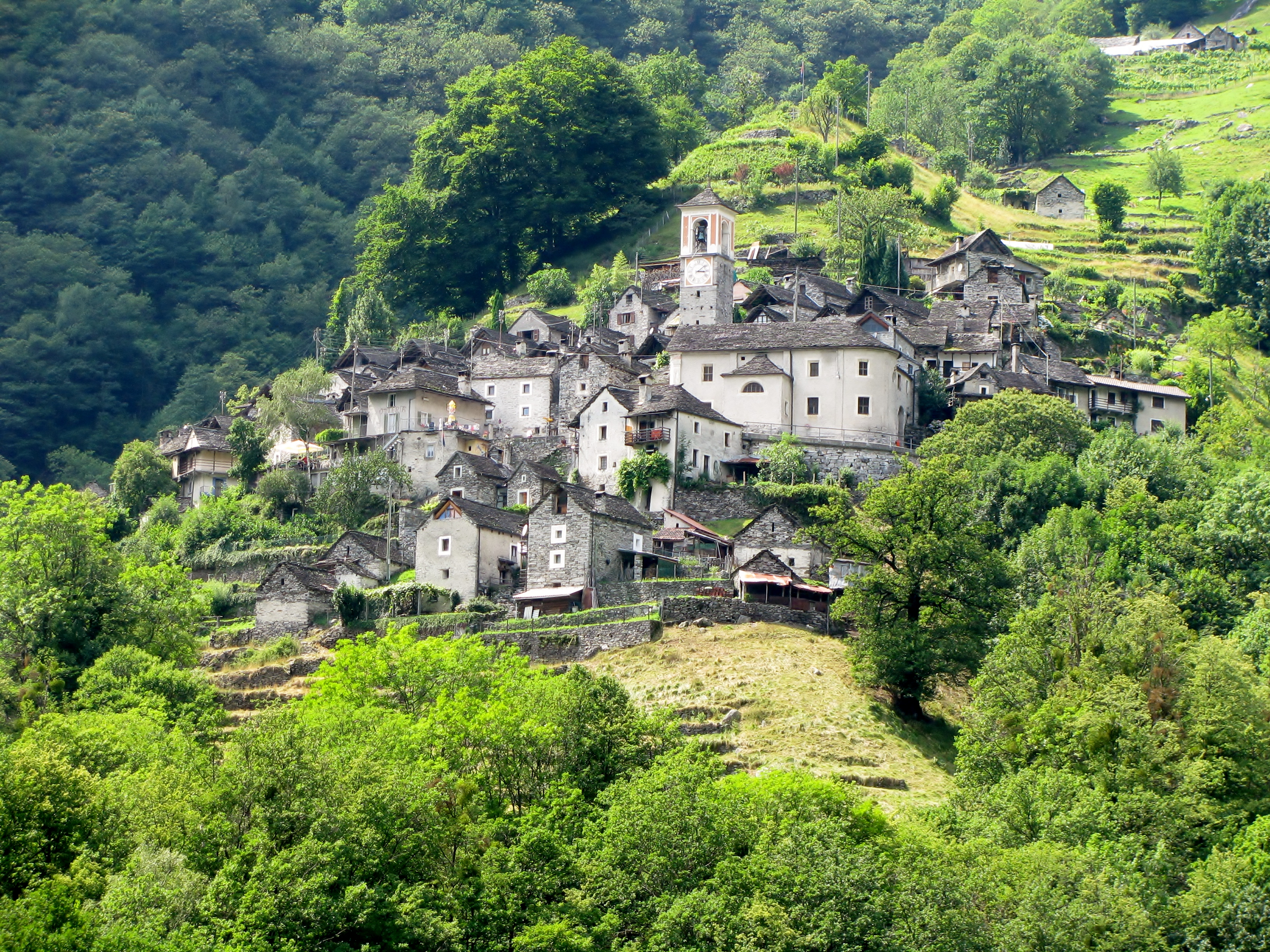
Corippo.
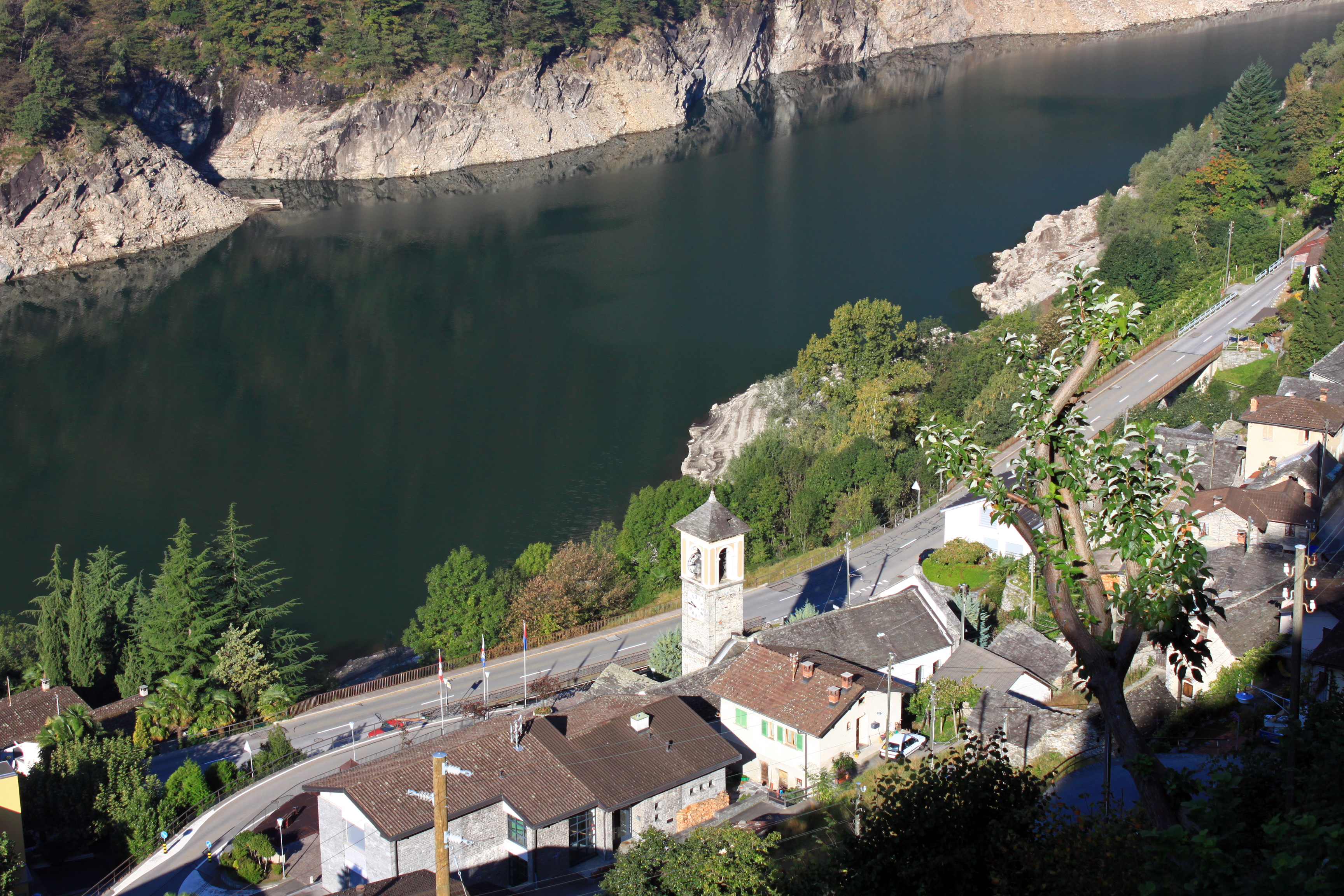
Vogorno.
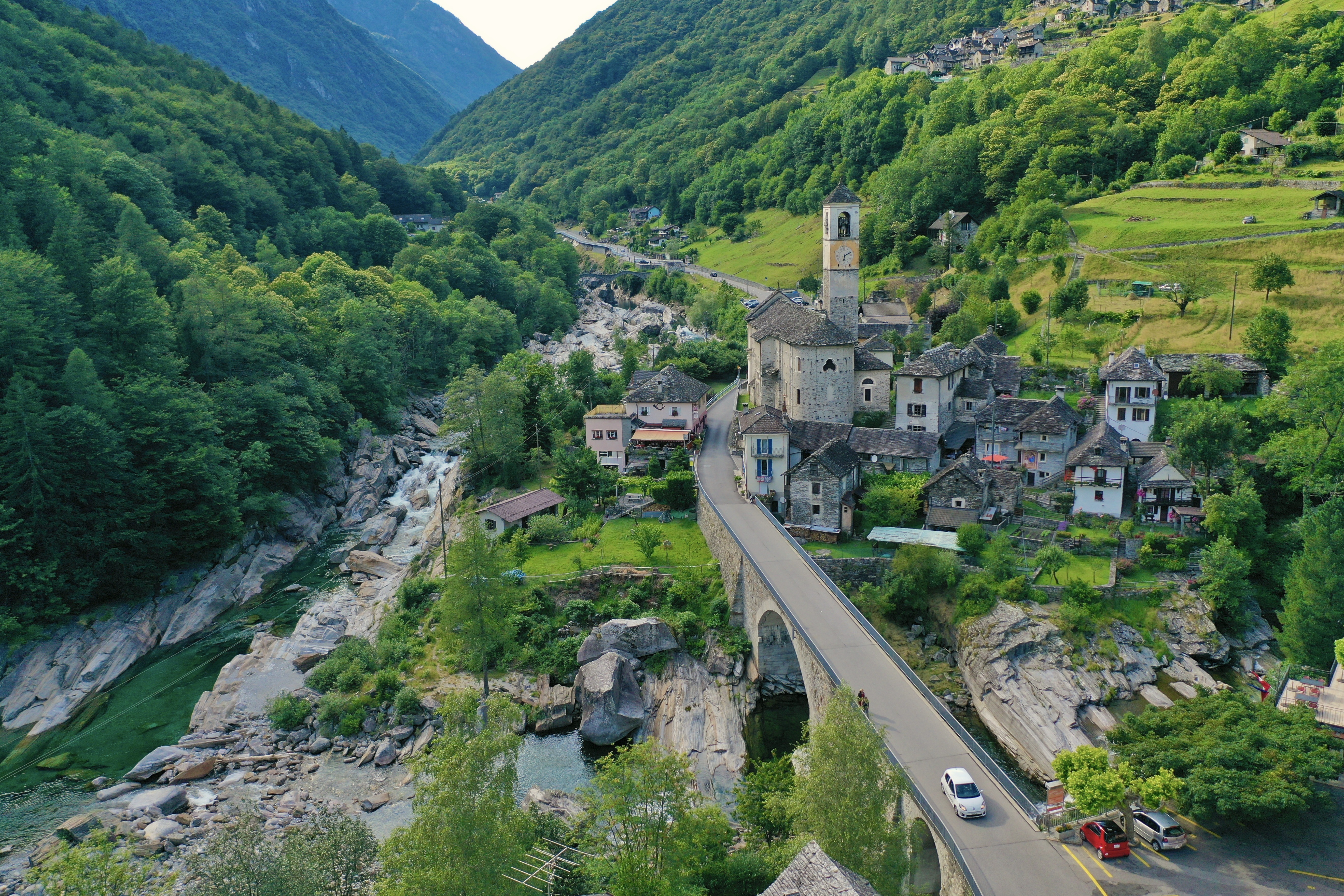
Lavertezzo Valle.
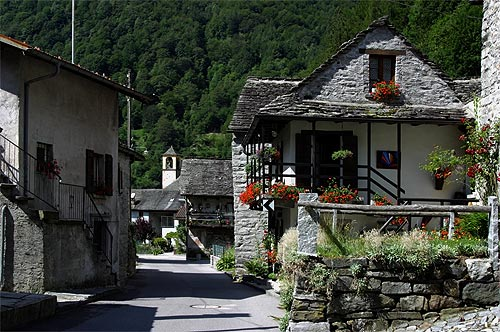
Brione.
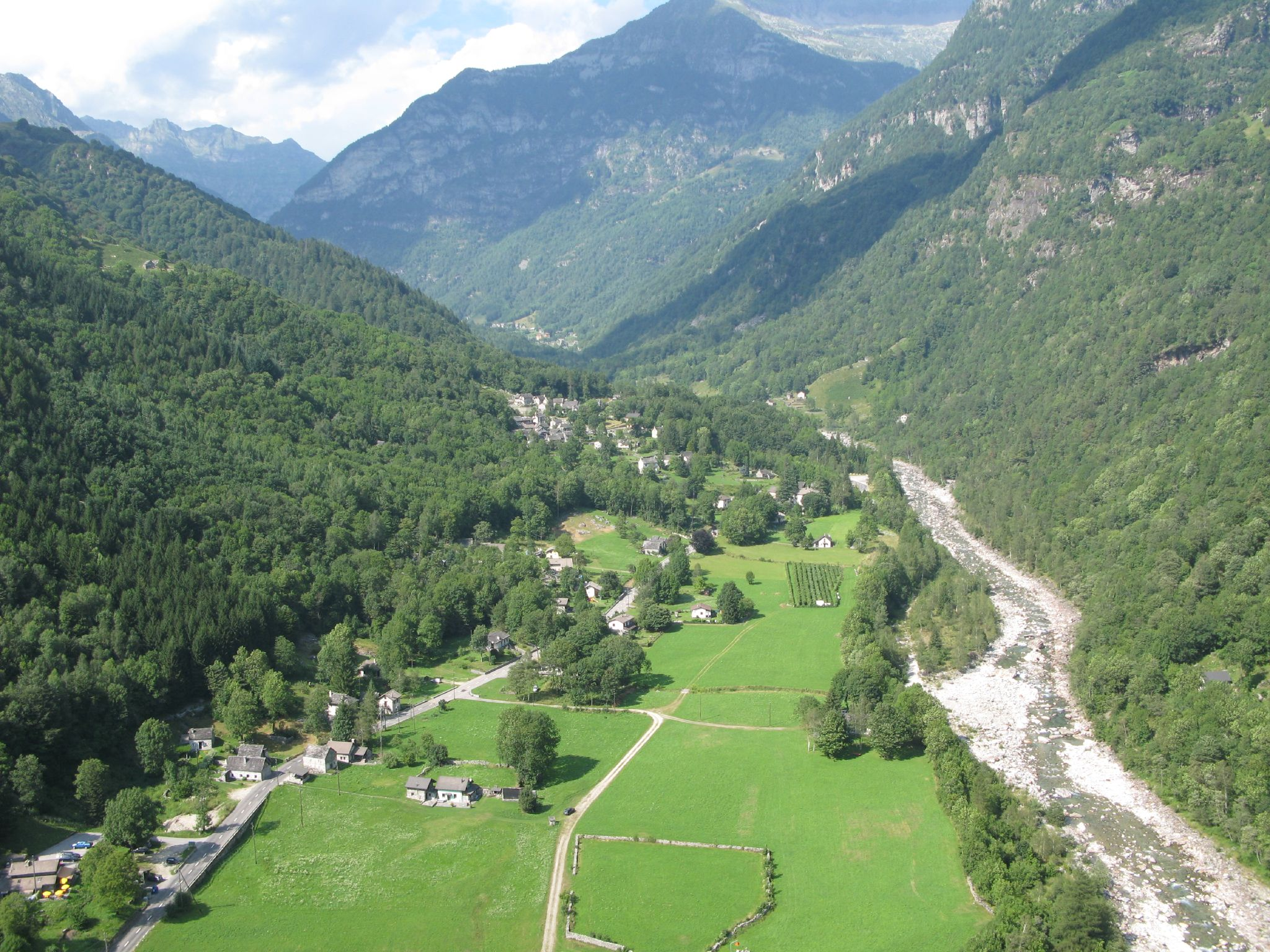
Garra.
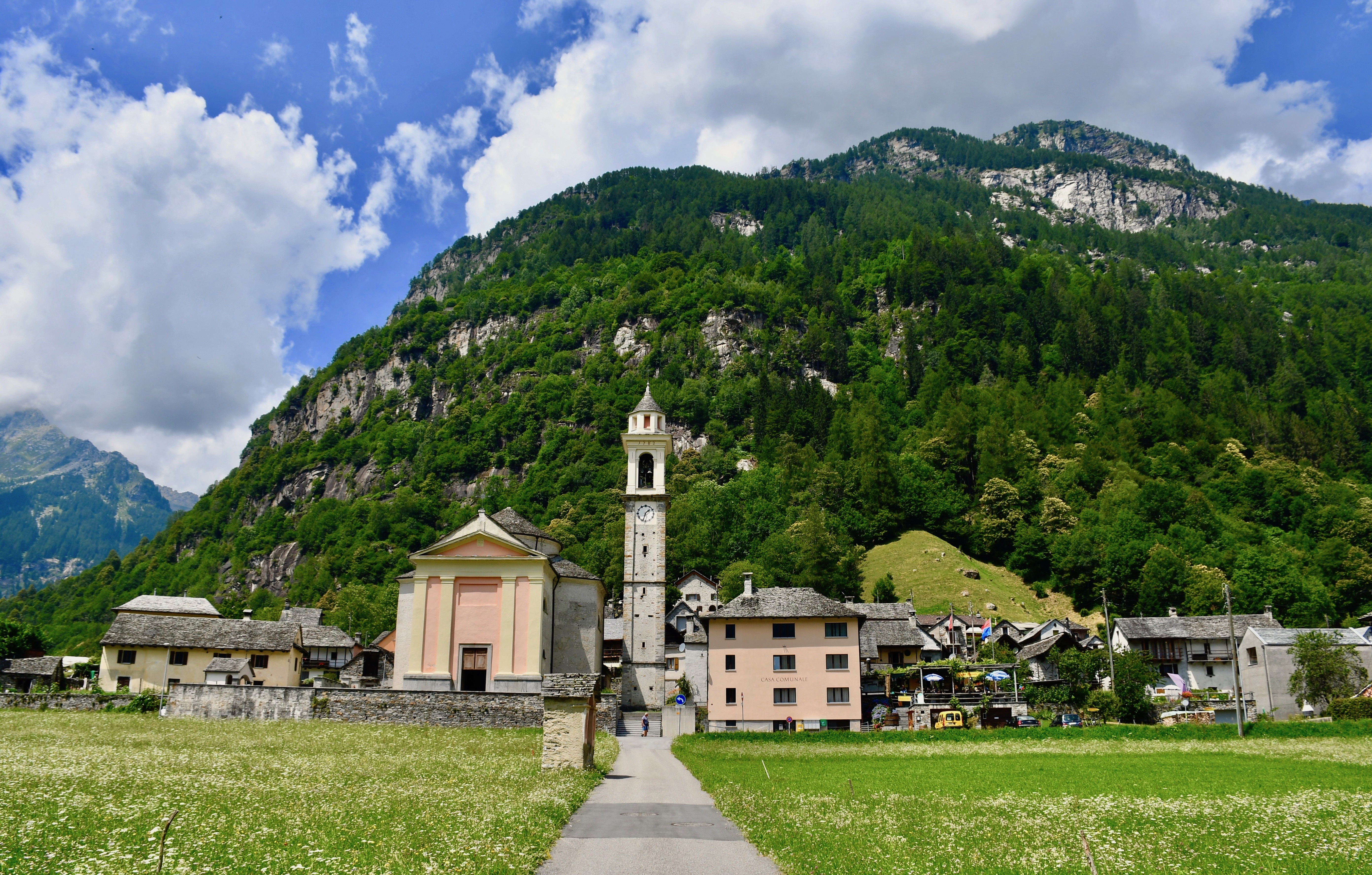
Sonogno.